# Station Aubigny-en-Artois
Station Aubigny-en-Artois is een spoorwegstation in de Franse gemeente Aubigny-en-Artois.

## Treinverbindingen
| Serie | Treinsoort | Route                                                                   | Bijzonderheden |
| ----- | ---------- | ----------------------------------------------------------------------- | -------------- |
| P 53  | TER (SNCF) | Arras – Aubigny-en-Artois – Saint-Pol-sur-Ternoise – Étaples-Le Touquet |                |